# Les Belles Manières
Pour plus de détails, voir Fiche technique et Distribution.
Les Belles Manières est un film français réalisé par Jean-Claude Guiguet et sorti en 1979.

## Synopsis
Répondant à une offre d'emploi, Camille arrive à Paris. Son employeuse, Hélène Courtray, l'accueille.

## Fiche technique
- Titre : Les Belles Manières
- Réalisation : Jean-Claude Guiguet
- Assistant réalisateur : Gérard Frot-Coutaz
- Scénario et dialogues : Jean-Claude Guiguet, Gérard Frot-Coutaz
- Photographie : Georges Strouvé
- Son : François Chevalier
- Montage : Franck Mathieu, Paul Vecchiali
- Mixage : Antoine Bonfanti
- Musique : Ludwig van Beethoven, Hector Berlioz, Anton Bruckner, Wolfgang Amadeus Mozart, Johann Strauss
- Production : Diagonale
- Pays de production :  France
- Distribution : Swan Diffusion
- Format image : couleur
- Format son : stéréo
- Langue : français
- Durée : 90 minutes
- Date de sortie : France - 25 avril 1979

## Distribution
- Hélène Surgère : Hélène Courtray
- Emmanuel Lemoine : Camille
- Martine Simonet : Domino
- Hervé Duhamel : Pierre, le fils d'Hélène
- Nicolas Silberg : l'amant d'Hélène
- Howard Vernon : le directeur de la prison
- Cyril Spiga : un détenu
- Daniel Deroussen : un détenu
- Denise Farchy : la kiosquière
- Yves Barrier
- Victor Garrivier : l'avocat
- Paulette Bouvet : la fleuriste
- Marie-Claude Treilhou : une prostituée
- Sonia Saviange : la femme qui a perdu sa bague
- Philippe de Poix : le gardien chef de la prison
- Ingrid Bourgoin : une prostituée
- Chantal Delsaux : la visiteuse à la prison
- Jean-Pierre Barrault
- Serge Casado
- Jean Tolzac

## Sélection
- Festival de Cannes 1978 (Quinzaine des réalisateurs)